# Шмидт, Мадс Вюрц
Мадс Вюрц Шмидт (дат. Mads Würtz Schmidt; род. 31 марта 1994, Раннерс, Орхус) — датский профессиональный шоссейный велогонщик, выступающий с 2020 года за команду Мирового тура «Israel Start-Up Nation».  Чемпион мира в индивидуальной гонке среди юниоров (2011) и андеров (2015).

## Достижения
2011
1-й  Чемпионат мира U19 в индивид. гонке
2012
1-й Париж — Рубе U19
2013
7-й Стер ван Зволле
2014
2-й ЗЛМ Тур
4-й Эшборн — Франкфурт U23
5-й Стер ван Зволле
2015
1-й  Чемпионат мира U23 в индивид. гонке
Чемпионат Дании
1-й  Индивидуальная гонка U23
3-й  Индивидуальная гонка
7-й Тур Дании
1-й  Молодёжная классификация
1-й Этап 5 (ИГ)
6-й ЗЛМ Тур
1-й Этап 2 (КГ)
8-й Велотон Стокгольм
9-й Гран-при Рингерике
2016
Чемпионат Дании U23
1-й  Индивидуальная гонка
1-й  Групповая гонка
1-й  Триптик де Мон
1-й  Очковая классификация
1-й Этапы 2 & 3b
1-й Гран-при Хернинга
2-й Тур Дании
1-й  Молодёжная классификация
1-й Этап 4 (ИГ)
3-й Скиве–Лёбет
9-й Петли Майена
9-й ЗЛМ Тур
2017
3-й Этуаль де Бессеж
1-й  Молодёжная классификация
2-й Тур Кёльна
2018
7-й Классика Альмерии
2019
3-й ЗЛМ Тур

### Гранд-туры
| Гонка           | 2018 | 2019 |
| --------------- | ---- | ---- |
| Джиро д'Италия  | 81   | —    |
| Тур де Франс    | —    | 117  |
| Вуэльта Испании | —    | —    |

| —  | Не участвовал  |
| НФ | Не финишировал |

## Личная жизнь
Младший брат Мадса, Каспер Вюрц Шмидт — специалист по шоссейному велоспорту и маунтинбайку.